# Cotul Pisicii

Cotul Pisicii (încadrat cu roşu), imagine satelitară

Cotul Pisicii este un meandru al Dunării, cu o arcuire de 200° localizat în aval de Galați, în dreptul localității Grindu. Aici fluviul are o adâncime de peste 20 m. Numele meandrului provine de la vechea denumire a localității Grindu, Pisica.

## Vezi și
- Catastrofa navei Mogoșoaia